# Транскультурация
Транскультурация – термин, введённый в 1940 году кубинским антропологом  Фернандо Ортисом для описания феномена слияния и сближения культур.
Транскультурация это более чем переход от одной культуры к другой, она не состоит лишь в приобретении другой культуры (аккультурация) или потере и искоренении предыдущей (декультурации). Скорее, она объединяет эти понятия и дополнительно несёт в себе идею последующего создания нового культурного явления (неокультуры). В качестве примера «неудачной транскультурации» Ортис приводит разрушительное воздействие испанского колониализма по отношению к коренному народу Кубы. Транскультурация часто может быть результатом колониальных завоеваний и порабощения, особенно в постколониальную эпоху, когда коренные народы пытаются вернуть собственное чувство идентичности.
Транскультурация отражает естественное стремление людей (в целом) решать конфликты с течением времени, не усугубляя их. В современном контексте, в эпоху глобализации из-за развития коммуникационных технологий происходит усиление проницаемости между культурами и массовых миграций, что усугубляет конфликты и резолюции. Там, где транскультурация затрагивает этнос или этнические вопросы, обычно используется термин «этноконвергенция»
Говоря в общем, транскультурация охватывает войну, этнические конфликты, расизм, мультикультурализм, кросс-культурализм, межрасовые браки и любые другие явления, которые затрагивают более чем одну культуру.
Общие процессы транскультурации чрезвычайно сложны — управляемые могущественными силами на макросоциальном уровне, в конечном счете они решаются на уровне межличностном. Движущей силой для конфликта является просто близость территорий — границы, некогда разделявшие людей (как мера изоляции или уединения) стали причиной для раздоров, когда разные группы стали посягать на территорию друг друга. Если средство мирного сосуществования не может быть найдено сразу, то отношения между группами становятся неприятельскими, и приводят к самым разным процессам (положительным и отрицательным) с разными итогами. Часто, как показывает история, процессы сосуществования начинаются с военных действий, и с естественным течением времени и
обстоятельств люди приходят к консенсусу. Степени конфликта варьируются от направленного геноцида до вялых распрей между различными политическими мнениями в рамках одной и той же этнической общины.
Эти изменения часто представляют различия между коренным населением и их диаспорами, находящимися за рубежом. Тем не менее, препятствий для этноконвергенции не много. Язык, и, следовательно, коммуникационные проблемы и проблемы образовательные могут быть преодолены в течение жизни одного поколения - как это видно на примере детей иностранных родителей. На английском, например, говорят больше не-англо-американских людей, чем англо-американцев, что делает его де факто международным языком. 

## Гомогенизация vs этноконвергенция
Было замечено, что даже в одноязычных индустриальных обществах, как например в городах Северной Америки, отдельные люди не придерживаются «модернизированной» примордиальной идентичности. Некоторые интеллектуалы, такие как Михаил Игнатьев,
утверждают, что схождение общей культуры не влечет за собой аналогичное сближение этнических идентичностей. Это может стать очевидным в такого рода социальных ситуациях, где людей делят на отдельные группы, вне зависимости от наличия «супер-этносов», иными словами не обращая внимания на национальность.
В каждом маленьком этносе некоторые люди склонны видеть вполне оправданную возможность ассимилироваться с другими культурами, другие же рассматривают ассимиляцию как неправильный или некорректный процесс для своей культуры. Эта тема, затрагивающая дуалистичность мнений самой этноконвергенции, в пределах одной этнической группы проявляется в вопросах сексуальных отношений и супружеских связей, занятости, увлечений и т.п. Эти различные мнения представлены в этноконвергенции в полном спектре: ассимиляция, гомогенизация, аккультурация и культурный компромисс обычно являются терминами которые символизируют некое отклонение.
Очень часто в мультинациональной среде интересы одновременно и сводятся к минимуму, и обостряются; этническая гордость становится хвастовством; создается иерархия («основная» культура против «второстепенной») , но в конечном итоге они будут
делить общую культуру, язык и нормы поведения. Часто пожилые люди, более консервативные в своем восприятии клана, как правило, отвергают кросс-культурные объединения, а также участие в подобной этнической социально-ориентированной деятельности. Ксенофобы склонны думать о кросс-культурных связях как о компонентах ассимиляции и видят в этом только вред.

## Препятствия к достижению этноконвергенции
Препятствием к этноконвергенции является этноцентризм, который считает, что своя культура имеет большее значение, чем чужая. Этноцентризм принимает бесчисленное количество форм, так как это сугубо личное предубеждение, и проявляется в самых разных аспектах культуры. Религия или вера, - это лидирующий этноцентричный делитель. Второй делитель — это обычаи. Соблюдение обычаев и ритуалов отдельным этносом вызывает отторжение у других. Большинство регионов по этническому признаку являются бинарными, то есть представленные только двумя различными культурами (каждая при этом видит в другую как иностранную). Многие убеждены в том, бинарные регионы как раз является исключением, а норма - более динамичные в плане культур территории. 
Этнос может быть разделён на две различные категории по их отношению к этноконвергенции: утилитарные черты и традиционные обряды.
Во многих обществах, например в Европе, языки считаются важным компонентом этнического значения. Это не означает, что большинство европейцев отвергают изучение других языков. Наоборот, европейцы часто полиглоты и могут отличать «своих» от лиц другой национальности; практические средства различения культур могут напоминать тенденции аналогичные этноцентризму.
Тем не менее, политическое и культурное значение региональных или национальных языков сохраняются, потому что эти полиглоты соответствуют языковым нормам места, которое они посещают — делают «как римляне». Это соответствует «этнической целостности» региона. Это даже стало клише, «учить новый язык, чтобы принять новую душу». Есть много других примеров существенного значения языка. В дороссийской Сибири, татаро-монгольские колониалисты в тайге часто воспринимали с точки зрения коренных особенностей носителей тюркских языков как «своих людей» и носителей нетюркских языков как «иностранцев», несмотря на то, что эти группы имели аналогичный уровень материальной культуры, а также обменивались большей частью первобытной культуры с племенами иностранных мусульманско-буддистских татаро-монголов.

## Транскультурная коммуникация
В октябре 2011 года, коммуникационное агентство США Bromley запустило в производство новую модель/стратегию использования транскультурной социологической теории как способ сегментировать и 'наделить смыслом меняющийся американский культурный ландшафт. Возвращаясь к классической социальной науке в качестве решения, Bromley охватило антропологический подход как способ учета этнической принадлежности и языка, не ограничиваясь им как способом восприятия мира.